# Orchestra Castellina-Pasi

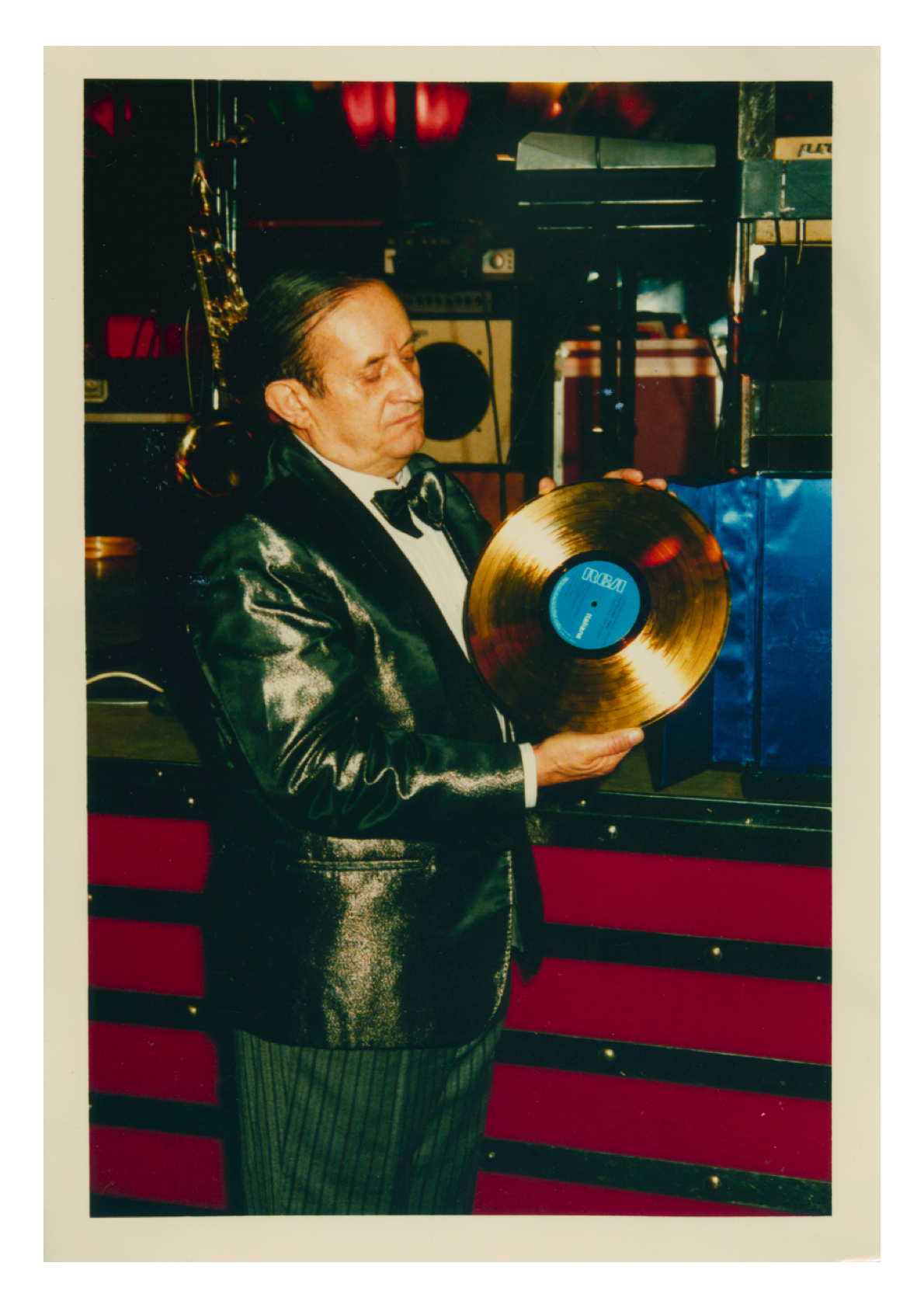
Roberto Giraldi, in arte Castellina, mostra uno dei tre dischi d'oro conquistati dalla sua Orchestra.

L'Orchestra Castellina-Pasi è un'orchestra da ballo liscio, fondata alla metà degli anni sessanta da Roberto Giraldi (in arte Castellina) e Giovanni Pasi. Nel corso della sua attività ha conquistato tre volte il disco d'oro RCA per le vendite.

## Storia
Roberto Giraldi iniziò la sua attività come fisarmonicista. L'incontro con il sassofonista Giovanni Pasi portò alla nascita della formazione "I Gai Romagnoli", poi più semplicemente "Castellina-Pasi".
Roberto Giraldi fu anche autore dei brani strumentali suonati, sia da solo (Tutto pepe, Il valzerone, Il campanello, Folle sentimento) che insieme all'autore faentino Carlo Ferrini, (Luna messicana, Gli amici della notte, Verde prateria). Quasi tutti i brani vennero editi fin dall'inizio dalle edizioni musicali Galletti Boston di Faenza e dalla RCA. Tra i brani divenuti più celebri troviamo Lupin (di Micalizzi-Migliacci) usato come sigla del cartone animato Le nuove avventure di Lupin III ed eseguito proprio dalla formazione di Castellina-Pasi, alla voce Irene Vioni (1943 - 2021).
Dal 1994 Castellina comincia a diradare le uscite davanti al pubblico. Il suo posto alla fisarmonica viene preso dapprima da Davide Budelacci e successivamente da Samuele Loretucci e Nicola Laterza. La guida della formazione è rilevata inizialmente da un trio composto da Fosco Foschini, Mario Benedetti e Amedeo Benazzi; quest'ultimo assume la completa gestione dell'orchestra a partire dal 1997. 
Dal 2010 la guida dell'Orchestra passa al fisarmonicista Nicola Laterza e successivamente ad Elena Cammarone, la nuova voce femminile. 
Nel 2022 Andrea Barbanera, fisarmonicista della Provincia di Perugia, con Stefano Zizza, clarinettista diplomato al Conservatorio di Modena e saxofonista, prendono in mano le redini dell'orchestra.
Dal febbraio 2022 Andrea Barbanera, noto fisarmonicista tosco-umbro, è a capo dell'orchestra come gestore e responsabile musicale.

## Formazioni dell'Orchestra Castellina-Pasi
Metà degli anni 1960 (Immagine)
Castellina, fisarmonica e capo orchestra

Giovanni Pasi, sassofono e capo orchestra

Luigi Mazzotti, detto “Luisòn”, pianoforte

Lauro Ballardini, batteria

Giuliano Oriani, poi Germano Mariani, tromba e trombone

Enore Merlini, poi Sante Montanari, chitarra e basso

Pino Zampa, poi Antonio “il bell'Antonio”, cantante

Silvana Giacomoni, poi Stefania, poi Natalina, cantante

Formazione attiva dal 1972 al 1989
Castellina, fisarmonica e capo orchestra

Giovanni Pasi, sassofono e capo orchestra (muore nel 1982)

Pier Giuseppe Flamigni, clarinetto e sassofono

Franco Trevisani, chitarra

Mario Benedetti, basso

Lorenzo Patuelli, tromba e tastiere

Isaia Mantovani, batteria e canto

Irene Vioni, cantante

Dopo la morte di Giovanni Pasi entrano Vittorio Benini, poi Angelo Agrò.
Formazione del 1990
Castellina, fisarmonica e capo orchestra

Mauro Mularoni, poi Gabriele Zaccherini (sassofono, clarinetto)

Guglielmo Tedaldi (sassofono, clarinetto)

Marcello Donatini (fisarmonica)

Sergio Mariani (tastiere)

Giorgio Fabbri (voce, basso e chitarra)

Gabriele Falchieri (chitarra)

Maurizio Petinari (batteria)

Cesare Cognoli (tromba, trombone e voce)

Patrizia Ceccarelli, cantante